# Герман Поточник
Герман Поточник (словен. Herman(n) Potočnik, псевдонім Герман Нордунг, нім. Hermann Noordung; 22 грудня 1892 року, Пула, Австро-Угорщина — 27 серпня 1929 року, Відень, Австрія) — австро-угорський ракетний інженер і один з піонерів космонавтики, за національністю словенець.

## Біографія
Після смерті батька (1894) зростав у Марбургу-на-Драві (Штирійське герцогство). Пізніше навчався (ймовірно, за підтримки дядька, генерал-майора імператорської і королівської армії) в армійських школах у Моравії, у 1910—1913 — у Військово-технічній академії в Мьодлінгу, яку закінчив за спеціальністю «будівництво мостів і залізниць» зі ступенем інженера в званні молодшого лейтенанта.
У Першу світову війну служив у Галичині, Сербії та Боснії; в 1915 отримав звання старшого лейтенанта. У 1919 р. у званні капітана вийшов у відставку за станом здоров'я (туберкульоз). Вивчав електротехніку та машинобудування у Віденському технічному університеті. З 1925 р. присвятив себе проблем ракетобудування та космічної техніки.
В кінці 1928 році під псевдонімом Герман Нордунг опублікував єдину книгу «Проблема подолання космічного простору. Ракетний двигун» (нім. Das Problem der Befahrung des Weltraums. Der Raketen-Motor), яку берлінський видавець Ріхард Карл Шмідт випустив з офіційним роком видання 1929.
Внаслідок хронічної хвороби (туберкульоз) залишився неодруженим; жив у свого брата Адольфа у Відні. Помер у бідності в 1929 році, у віці 36 років, від запалення легенів. У некрологах, опублікованих у газетах Марибора, відзначалися його військові і академічні заслуги, але не роботи про космічний політ.

## Наукова діяльність

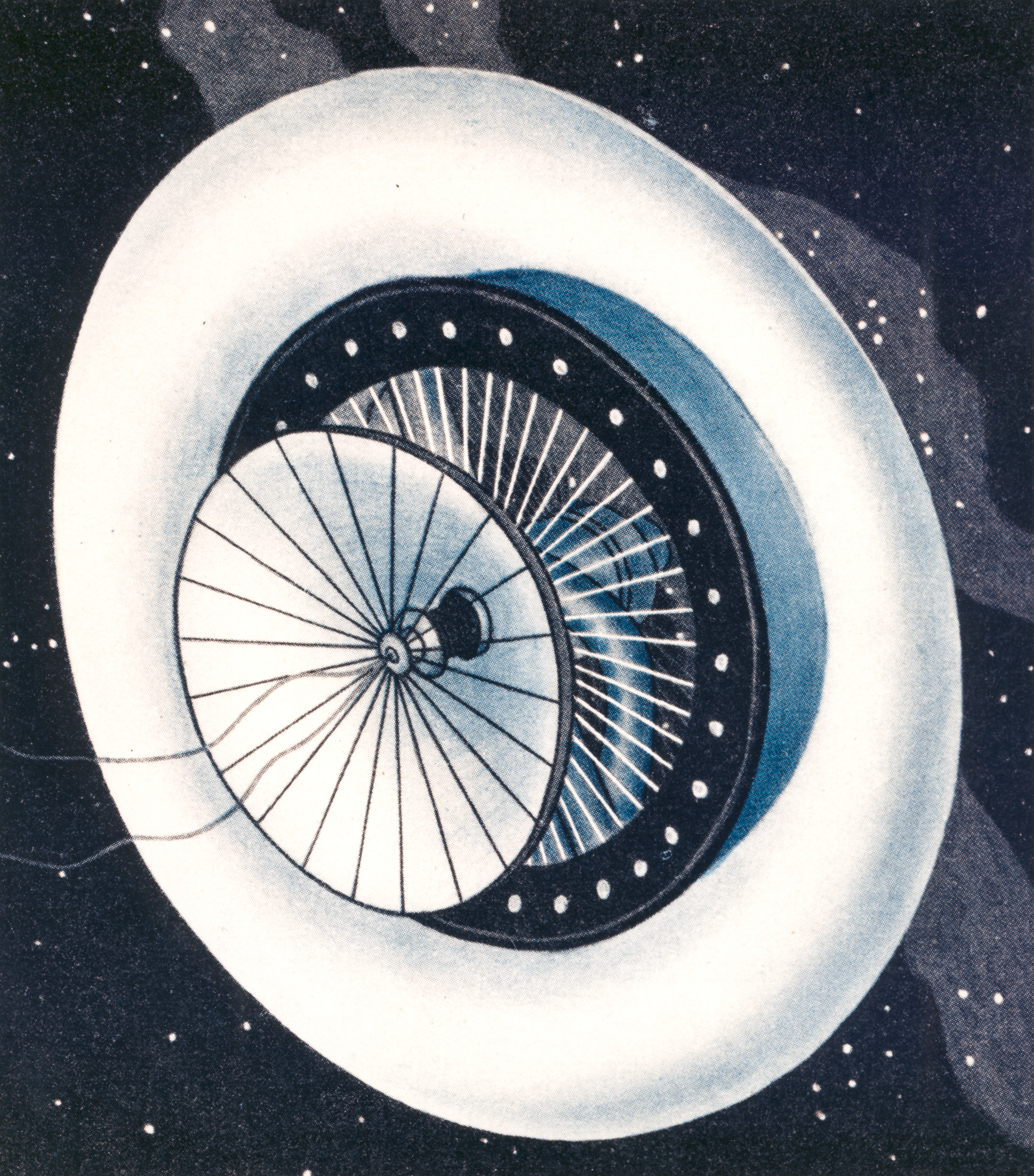
«Житлове колесо»
(модуль космічної станції)

На 188 сторінках своєї книги, що містила 100 ілюстрацій, Г. Поточник запропонував варіанти створення космічних станцій і геостаціонарних супутників. Він докладно описав космічну станцію, що складається з 3 модулів, пов'язаних кабелем: «житлового колеса», яке повинне було постійно обертатися для створення штучної сили тяжіння, електростанції, яка виробляє енергію з сонячного випромінювання через параболічне дзеркало, і обсерваторії.
Висловлена Г. Поточником ідея так званого «стаціонарного супутника» на висоті приблизно 36 000 км, який постійно може висіти над певною точкою Землі, здійснена пізніше у вигляді телекомунікаційних та метеорологічних супутників на геосинхронній орбіті.
Книга була перекладена російською (1935), словенською (1986) і англійською (1999, НАСА) мовами.
Ідеї Г. Поточника вперше були підтримані Товариством міжпланетних сполучень у 1952 році, коли Вернер фон Браун опублікував концепцію орбітальної станції, яка могла бути натхненна круглою формою, що пропонувалася Г. Поточником. Російське видання книги могло вплинути на роботи Сергія Павловича Корольова. Натомість у віденському оточенні автора книга була сприйнята як низка фантазій.

## Пам'ять
- Ім'я Г. Поточника носить одна з вулиць в Ґраці, столиці Штирії.
- Пропозиція в 1990-і роки назвати міжнародну космічну станцію ім'ям Г. Поточника не була підтримана.
- До 100-річчя Г. Поточника Австрійською поштою у 1992 році було випущено поштову марку[8].
- У вересні 2012 в громаді Витанє (Нижня Штирія, Словенія), де жили бабуся і дідусь Г. Поточника, за сприяння ЄС та міністерства культури Словенії відкрито Культурний центр європейських космічних технологій (KSEVT), як художній проект, який повинен займатися культурними питаннями космічного польоту[9]. Архітектура будівлі відтворює першу космічну станцію, яку придумала людина в той час, коли освоєння космосу було ще мрією[10].